# ケプラー11e
ケプラー11e (英語: Kepler-11e) とは、地球からはくちょう座の方向に約2,000光年離れた位置にある、太陽と極めて似た直径、質量を持つG型主系列星であるケプラー11を公転する太陽系外惑星である。NASAが運用しているケプラー宇宙望遠鏡により発見された。ケプラー11惑星系内においては内側から4番目にある惑星である。ケプラー11eは32日で恒星ケプラー11の周囲を公転しており、その軌道は水星よりも内側である。質量は地球の約8倍で、半径は約4.2倍である。密度は太陽系最小の土星よりも小さく、大気は水素やヘリウムから成ると考えられている。2011年2月2日にケプラー11惑星系の6惑星の発見が公表された。

## 名称と発見
ケプラー11eは、ケプラー11系の他の5個の惑星と同時にケプラー宇宙望遠鏡によって発見され、2011年2月2日に発見の成果が公表され、翌3日にNASAが公表した。
ケプラー11eの名前は、ケプラー11系の惑星が同時に6個発見され、公転軌道が内側な惑星からb、c、d…と名付けられ、ケプラー11eは、内側から4番目の惑星であったためeの符号が与えられた。このケプラーとはNASAが運用している宇宙望遠鏡で、太陽系外地球型惑星をトランジットにより発見することを試みている。ケプラーは観測の対象が決められており、その恒星には仮符号としてKOI(Kepler Object of interestの略)という名称を付ける。そのため正式に発見が認められるまでは KOI-157 e、またはKOI-157.03と呼ばれていた。この惑星のトランジットは恒星の等級のわずかな変動によって観測され、その後の再調査によって惑星の存在への真偽が裏付けられている。
この再調査はヘール望遠鏡、シェーン望遠鏡、MMT望遠鏡、WIYN望遠鏡、Tillinghast望遠鏡、ケックI望遠鏡、ホビー・エバリー望遠鏡、ハーラン・J・スミス望遠鏡、北欧光学望遠鏡によって行われた。

## 軌道の性質

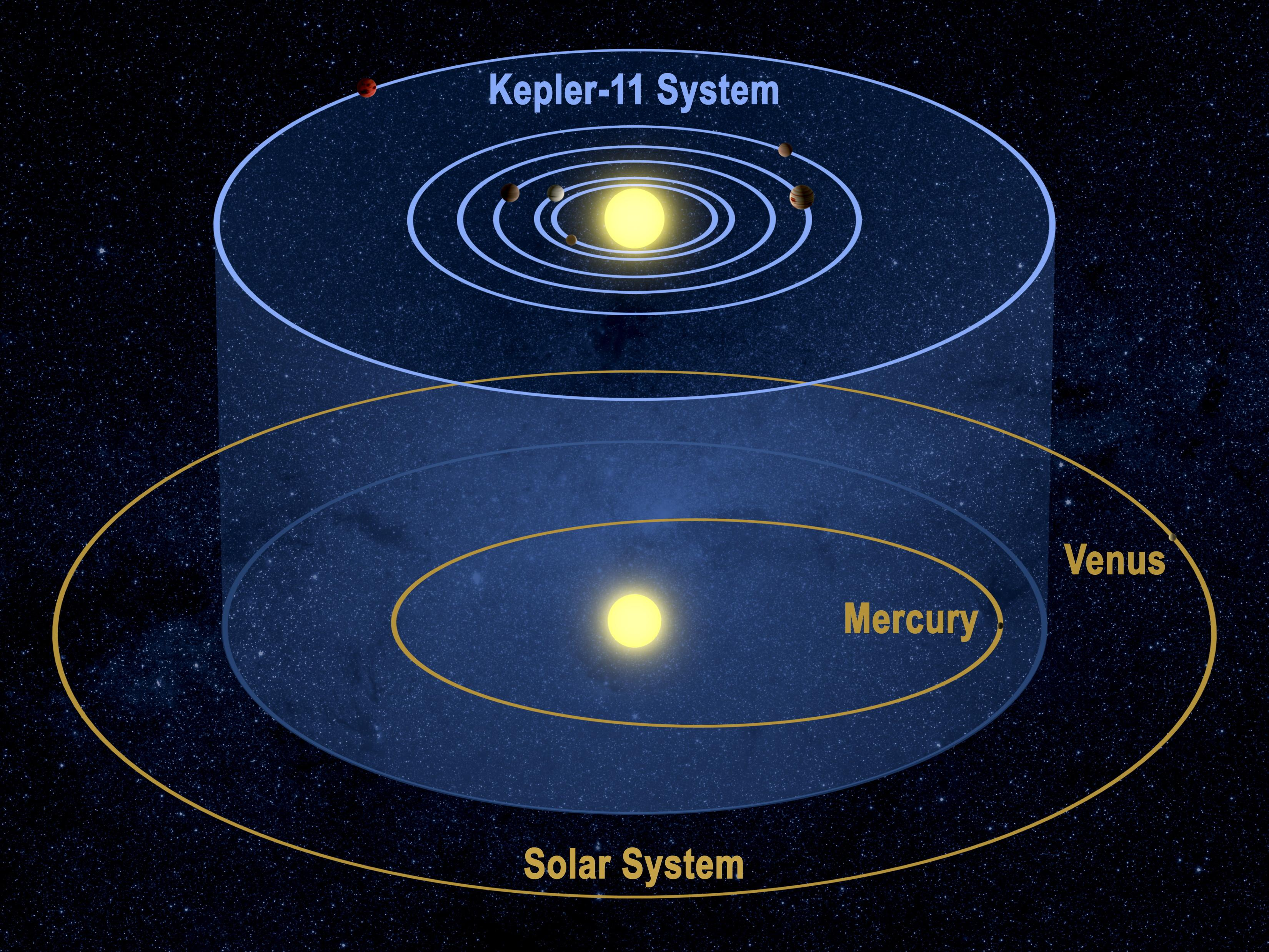
ケプラー11系と水星、金星の軌道

ケプラー11eは、ケプラー11系の惑星の中で、ケプラー11から4番目に近い軌道を公転する惑星である。軌道長半径は0.195 auと、太陽と水星の距離の約2分の1しかない。公転周期は約32日、軌道離心率は0.012であり、軌道はほぼ円軌道である。
軌道傾斜角は88.8度であるが、ケプラー11eはケプラー11の見かけの中央からかなり離れたところを通る惑星である。これは、ケプラー11系の中で唯一である。このため、ケプラー11eの通過に要する時間は、予想される時間の3分の1である。ケプラー11系の惑星は似た公転軌道であるため、より外側を公転する惑星ほどに要する時間が長くなるが、ケプラー11eの通過位置の関係で、より内側を公転するケプラー11cとケプラー11dよりも短い4.33時間である。通過時間の順番は、ケプラー11eとケプラー11dの間で逆転する。このことは、ケプラー11系が完全に同一平面上の軌道にはないことを示している。ちなみに、軌道傾斜角の精度は、ケプラー11gと並んで最も良い精度である。

### 惑星の同時通過

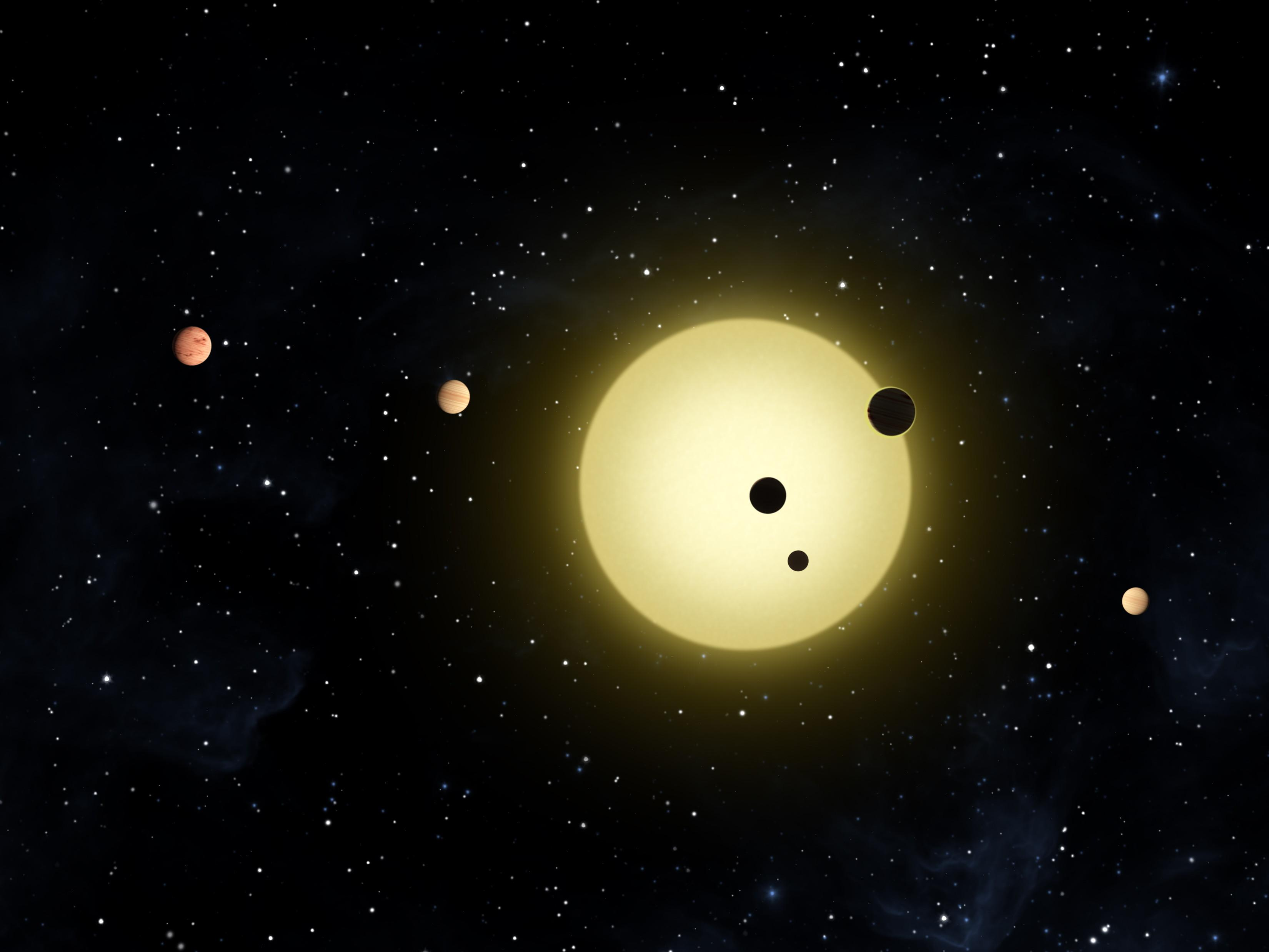
2010年8月13日の3個の惑星の同時通過時のそれぞれの惑星の位置（想像図）。

ケプラー11系は時々複数の惑星が同時通過を起こす。2010年8月13日16時48分(BJD2455435.2)には、ケプラー11b、ケプラー11d、ケプラー11eによる3個の惑星の同時通過が起こった。

## 物理的性質

### 概要
ケプラー11eは、いずれも地球と比べて、半径が4.19倍、質量が8.0倍と推定されている。半径はケプラー11系の惑星の中で最も大きく、質量も2番目に大きい。また、質量がはっきりしている中では最大の値を持つ。ケプラー11eがケプラー11の手前を通過すると、ケプラー11の視等級は1.40 ± 0.02暗くなる。この値も、ケプラー11系の惑星の中で最も大きい。このため、ケプラー11eによるケプラー11の光度曲線は、深い井戸のような鋭い形となる。2011年の発見当時は半径はトランジット法の観測により、ある程度正確に求まっていたが、質量は地球の6.5 - 10.9倍と、かなり幅があった。しかし、この値はケプラー11bやケプラー11cと比べると精度が高かった。これは、ケプラー11dとケプラー11fの摂動の関係から間接的に求まるからである。2013年の論文では数値が変わり、地球の6.5 - 10.9倍と考えられていた質量は5.9 - 9.5倍に修正され、その差の幅は小さくなった。後の2014年の論文では2011年の値よりも差が大きく、質量が地球の1.7 - 13.1倍とする論文と差の幅は2011年と同程度で、質量が地球の5.42 - 9.36倍とする論文もある。

### 推定される性質
仮に2011年の論文の8.4倍を採るならば、平均密度は0.5 g/cm3である。これはケプラー11系の惑星の中で最も低密度である。この密度は土星に類似しているが、ケプラー11eは、木星型惑星と見るには大きさと質量が共に小さく、また表面温度が344 ℃（617 K）と推定される高温の惑星である。この密度は、軽い元素である水素やヘリウムが、ケプラー11eの質量の20%を超える程度の豊富な量を含む事により説明される。ケプラー11eが巡る近い軌道では、ケプラー11がまとっていた原始惑星系円盤は数百万年と経たぬうちに消滅してしまうので、惑星の成長がきわめて速かったことが推測される。

### 他惑星との比較
ケプラー11eより内側を公転するケプラー11bとケプラー11cは、あまりにも近い軌道であったため、ケプラー11の放射により大気中の水素が蒸発してしまい、結果的に高密度になったと考えられる。すぐ内側を公転するケプラー11dはケプラー11eと性質が似ているが、より高密度である。これは、ケプラー11eと比べればケプラー11の放射が強いため、ケプラー11bとケプラー11cほどではないにしろ、軽い元素が大気から失われてしまった結果と考えられる。あるいは単純にケプラー11dのデータの精度の問題であるかもしれない。すぐ外側を公転するケプラー11fもケプラー11eと似ているが、ケプラー11eと比べて高密度である。ケプラー11fはケプラー11eと比べて小さいので単純に比較はできないが、ケプラー11eがケプラー11からの熱をケプラー11fより強く受けることによる膨張であると考えることもできる。または、ケプラー11fが岩石成分といった高密度の物質を多く含むのかもしれない。あるいは単純にケプラー11e自身のデータの精度の問題であるかもしれない。

## 恒星
恒星ケプラー11ははくちょう座にある恒星で、質量は0.961太陽質量、半径は1.065太陽半径であり、質量と半径ともに太陽とよく似た恒星である。金属量もほぼ0であり、これも太陽に似ている。金属量は惑星を発見する上では指標となり、金属量が高いとその恒星から惑星が見つかる可能性が高くなる。これは金属量が高ければ金属の量は増すため巨大ガス惑星の形成が早まることや、質量の大きさから惑星が恒星の方へ移動することが原因となり検出率が高まるからである。
この恒星はケプラー11eの他、b、c、d、f、gを持つ。ケプラー11gを除いた5惑星は水星の軌道より内側を公転している。
ケプラー11自体は視等級がVバンドで13.7であり、肉眼では到底見えない。